# As Obras do Amor
As Obras do Amor, Algumas considerações cristãs em forma de discursos (no original dinamarquês Kaerlighedens Gerninger) é um livro escrito pelo filósofo e teólogo dinamarquês Søren Kierkegaard em 1847. Trata dos mistérios do Amor cristão de forma a analisar esse sentimento em relação às fundações cristãs de caridade e crença. Logo na introdução, traz a consideração de que o Amor em si é o único sentimento do qual não se deve - ou deveria - abandonar, conquanto no Amor estão todas as coisas vivas e não vivas, inclusive o próprio ser humano.
É uma obra que trata do amor retratado no âmbito religioso, com considerações que avaliam o amor humano em uma corrente de mistério que só pode ser explicado, conhecido e mantido se for alvo de extrema fé e consideração, gerando frutos eternos de virtude. Kierkegaard utiliza dessa linguagem Cristã para definir um amor acima dos sentimentos humanos, fundamentando suas considerações em uma base existencialista, que aborda o indivíduo como sendo o único responsável por sua própria condição humana, de onde advem o significado de sua própria existência. No ser.
Os temas principais são:
- Parte um:
  - A vida oculta do amor e seu reconhecimento através de seus frutos,
  - Você deve amar,
  - Você deve amar seu vizinho,
  - Amor é o cumprimento da lei,
  - Amor é assunto da consciência,
  - É nosso dever amar aqueles a quem nós vemos,
  - Nosso dever em relação a estar em débito com o amor ao próximo.

- Parte dois:
  - O amor constrói,
  - O amor acredita em todas as coisas, contudo nunca é enganado,
  - O amor espera em todas as coisas e contudo nunca se envergonha,
  - O amor busca não a si próprio,
  - O amor conforma-se e suporta,
  - Misericórida,
  - Um trabalho de amor,
  - Mesmo que isso resulte em nada, e seja capaz de realizar nada,
  - A vitória da reconciliação no amor o qual vence o dominador,
  - O trabalho do amor em lembrar-se dos mortos,
  - O trabalho do amor em saudar o amor.

Søren Kierkegaard discute sobre a ética no Amor em si, para consigo mesmo e para com o próximo. O fator de amar por amar traz em si muita divergência, conquanto a menor das traições pode causar a mágoa e por conseguinte a desistência do amor. Mas em o amor tornando-se um dever da alma e do corpo, como uma prática constante e eterna, torna o Homem que lhe é possuidor um Homem livre, livre da angústia e da inconstância, e pronto para amar a si e ao próximo no mais legítimo Amor cristão.
Apreciação:
"Oh, no mundo muito se fala de traição e de infidelidade, e oxalá quisesse Deus melhorar isso, pois infelizmente é muito verdadeiro, mas não nos esqueçamos jamais, por causa disso, que o traidor mais perigoso de todos é aquele que cada homem traz dentro de si. Esta traição, quer se trate de se amar de maneira egoísta, quer se trate de egoisticamente não se amar de maneira certa, esta traição é certamente um segredo; por causa dele ninguém se alarma como por causa da traição e da infidelidade; mas será que por isso mesmo não seria importante sempre de novo recordar a doutrina do Cristianismo: de que um homem deve amar o seu próximo como a si mesmo, isto é, como ele deve amar a si mesmo?"
"Uma ruptura então se produziu; foi o mau humor, a frieza, a indiferença quem os separou; no entanto, um deles rompeu e ele agora diz: "Eu não falo mais com essa pessoa, não a vejo mais." Mas o que ama diz: "Eu permaneço em meu amor; dessa forma, nós ainda conversamos um com o outro, pois às vezes o silêncio também faz parte da conversa."